# ГЕС Rapides-des-Coeurs
ГЕС Rapides-des-Coeurs – гідроелектростанція у канадській провінції Квебек. Знаходячись між ГЕС Chute-Allard (вище по течії) та ГЕС Rapide-Blanc, входить до складу каскаду на річці Saint-Maurice, яка у місті Труа-Рів'єр впадає ліворуч до річки Святого Лаврентія (дренує Великі озера).
В межах проекту річку перекрили бетонною гравітаційною греблею висотою 35 метрів та довжиною 409 метрів, яка утримує водосховище з об’ємом 50,2 млн м3.
Машинний зал станції у 2008-2009 роках обладнали шістьома турбінами типу Каплан загальною потужністю 76 МВт, які використовують напір у 22,3 метра.